# Distrikt Pampa Hermosa (Satipo)
Der Distrikt Pampa Hermosa liegt in der Provinz Satipo in der Verwaltungsregion Junín in Zentral-Peru. Der Distrikt wurde am 26. März 1965 gegründet. Er besitzt eine Fläche von 951 km². Beim Zensus 2017 wurden 4090 Einwohner gezählt. Im Jahr 1993 lag die Einwohnerzahl bei 3543, im Jahr 2007 bei 7508. Verwaltungssitz ist die 1200 m hoch gelegene Ortschaft Mariposa mit 407 Einwohnern (Stand 2017). Mariposa liegt am Río Satipo, 21 km südwestlich der Provinzhauptstadt Satipo.

## Geographische Lage
Der Distrikt Pampa Hermosa erstreckt sich über den Westen der Provinz Satipo. Er besitzt eine Längsausdehnung in SW-NO-Richtung von 38 km sowie eine maximale Breite von 12 km. Im Westen des Distrikts erheben sich die Berge der peruanischen Zentralkordillere. Der Río Satipo (auch Río Pampa Hermosa) durchquert den Distrikt in nordöstlicher Richtung.
Der Distrikt Pampa Hermosa grenzt im Südwesten an die Distrikte Distrikt Andamarca und Comas (beide in der Provinz Concepción), 
im Westen an den Distrikt Monobamba (Provinz Jauja), im Nordwesten an die Distrikte Vitoc und Pichanaqui (Provinz Chanchamayo), im Nordosten an die Distrikte Satipo und Coviriali sowie im Südosten an den Distrikt Llaylla.